# Обуховський Анатолій Романович
Анатолій Романович Обуховський (нар. 15 травня 1925 — пом. 24 квітня 1997) — Герой Радянського Союзу (1943).

## Життєпис
Народився 15 травня 1925 року у Житомирі у родині службовця. Українець. Закінчив 8 класів. Працював обліковцем у колгоспі.
У РСЧА з 1943 року, тоді ж відправлений на фронт німецько-радянської війни.
Командир гармати 71-ї механізованої бригади (9-й механізований корпус 3-я гвардійська танкова армія, 1-й Український фронт) сержант А. Р. Обуховський відзначився 6-8 листопада 1943 року в боях на теренах Фастівського району Київської області. Вогнем гармати знищив 2 тягачі, 5 гармат, десятки возів із боєприпасами та багато гітлерівців.
10 січня 1944 року Анатолію Романовичу Обуховському присвоєно звання Герой Радянського Союзу.
В 1946 році демобілізований. Жив у Житомирі.